# Hereroa puttkameriana
Hereroa puttkameriana là một loài thực vật có hoa trong họ Phiên hạnh. Loài này được (Dinter & A. Berger) Dinter & Schwantes mô tả khoa học đầu tiên năm 1927.